# Grzegorz z Halaty
Grzegorz z Halaty – duchowny katolicki kościoła maronickiego, w latach 1130–1141 29. patriarcha tego kościoła – „maronicki patriarcha Antiochii i całego Wschodu”.